# Gereformeerde kerk (Rossum)

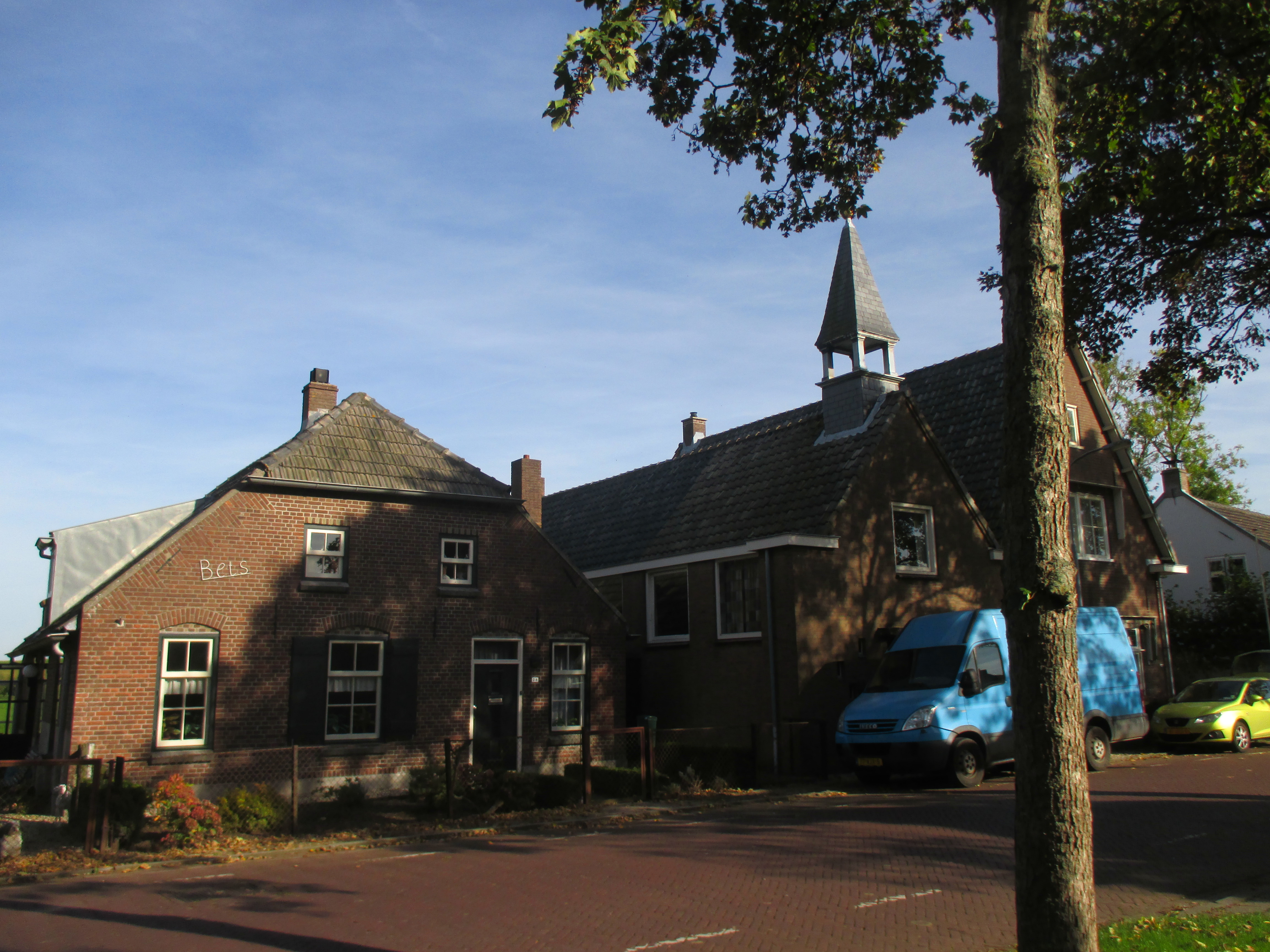
Gereformeerde kerk

De gereformeerde kerk is een voormalig kerkgebouw van de gereformeerden, gelegen aan Kerkstraat 26 te Rossum.

## Geschiedenis
De gereformeerde gemeente werd opgericht in 1893. Aanvankelijk kerkte men in een woonhuis. In 1898 werd een eigen kerkgebouw in gebruik genomen.
Dit eenvoudige bakstenen zaalkerkje had aanvankelijk een dak van golfplaten, daarom het wel als "de blikken trommel" aangeduid: een (hagel-)bui maakte de predikant welhaast onverstaanbaar. Van 1932-1936 vonden renovaties plaats, en ook in 1964 werd het gerestaureerd. 
Ten gevolge van de kerkenfusie tot PKN werd het kerkje in 2006 afgestoten. Er werden nog tot in 2014 culturele manifestaties en dergelijke in gegeven, maar vervolgens werd het omgebouwd tot woonhuis. Een dakruiter is nog steeds aanwezig.